# David McCallum
David Keith McCallum, Jr. (Glasgow, 19 de setembro de 1933 – Nova Iorque, 25 de setembro de 2023) foi um ator escocês. Ele ganhou amplo reconhecimento na década de 1960 por interpretar o agente secreto Illya Kuryakin na série de televisão The Man from U.N.C.L.E.. Seus outros papéis notáveis na televisão incluem Simon Carter em Colditz (1972–1974) e Steel em Sapphire & Steel (1979–1982). A partir de 2003, McCallum ganhou popularidade internacional renovada por seu papel como médico legista do NCIS, Dr. Donald "Ducky" Mallard na série de televisão americana NCIS, que interpretou por 20 temporadas até sua morte. No cinema, McCallum apareceu notavelmente em The Great Escape (1963) e como Judas Iscariotes em The Greatest Story Ever Told (1965).

## Início de vida
David Keith McCallum nasceu em 19 de setembro de 1933 em Glasgow, na Escócia, o segundo de dois filhos do violinista orquestral David McCallum Sr. e Dorothy (nascida Dorman), violoncelista. Quando ele tinha três anos, sua família mudou-se para Londres para que seu pai tocasse como líder da Orquestra Filarmônica de Londres. No início da Segunda Guerra Mundial, ele foi evacuado de volta para a Escócia, onde morou com sua mãe em Gartocharn, perto de Loch Lomond.
McCallum ganhou uma bolsa de estudo para a University College School, uma escola independente para meninos em Hampstead, Londres, onde, incentivado por seus pais a se preparar para uma carreira musical, tocou oboé. Em 1946, aos 13 anos, começou a fazer vozes de meninos para a companhia de repertório da BBC Radio. Também envolvido no drama amador local, aos 17 anos, ele apareceu como Oberon em uma produção ao ar livre de Sonho de uma Noite de Verão com a Play and Pageant Union. Ele deixou a escola aos 18 anos e foi convocado para o Serviço Nacional. Ele se juntou ao 3º Batalhão do Exército Britânico, o Regimento Middlesex, que foi destacado para a Força Real da Fronteira da África Ocidental. Em março de 1954, foi promovido a tenente. Depois de deixar o exército, frequentou a Royal Academy of Dramatic Art (também em Londres), onde Joan Collins foi colega de classe.

## Carreira
Em 1951, McCallum tornou-se gerente de assistente de palco da Glyndebourne Opera Company. Ele começou sua carreira de ator fazendo vozes de meninos para a BBC Radio em 1947 e participando de pequenos papéis em filmes britânicos no final dos anos 1950. Seu primeiro papel como ator foi em Whom the Gods Love, Die Young, interpretando um membro da realeza condenado. Uma fotografia de McCallum vestido com o tema James Dean chamou a atenção da Rank Organization, que o contratou em 1956. No entanto, em uma entrevista com Alan Titchmarsh transmitida em 3 de novembro de 2010, McCallum afirmou que na verdade possuía seu Equity card desde 1946.
Seus primeiros papéis incluíram um fora-da-lei em Robbery Under Arms (1957), o operador de rádio júnior do RMS Titanic Harold Bride em A Night to Remember (1958), e um delinquente juvenil em Violent Playground (1958). Seu primeiro filme americano foi Freud: The Secret Passion (1962), dirigido por John Huston, que foi logo seguido por um papel em Billy Budd, de Peter Ustinov. McCallum interpretou o Tenente-Comandante Eric Ashley-Pitt (também conhecido como "Dispersal") em The Great Escape, lançado em 1963. Ele assumiu o papel de Judas Iscariotes em The Greatest Story Ever Told, de 1965. Seus outros papéis na televisão incluíram duas aparições em The Outer Limits e uma aparição especial em Perry Mason em 1964 como o réu Phillipe Bertain em "The Case of the Fifty Millionth Frenchman".
Ele também desempenhou o papel de "O Homem Invisível" em The Invisible Man, a segunda série de televisão com este título, que estreou nos Estados Unidos em 1975 na NBC e estrelou David McCallum como o cientista Daniel Westin e Melinda Fee como sua esposa, Dra. Kate Westin.

### The Man from U.N.C.L.E.

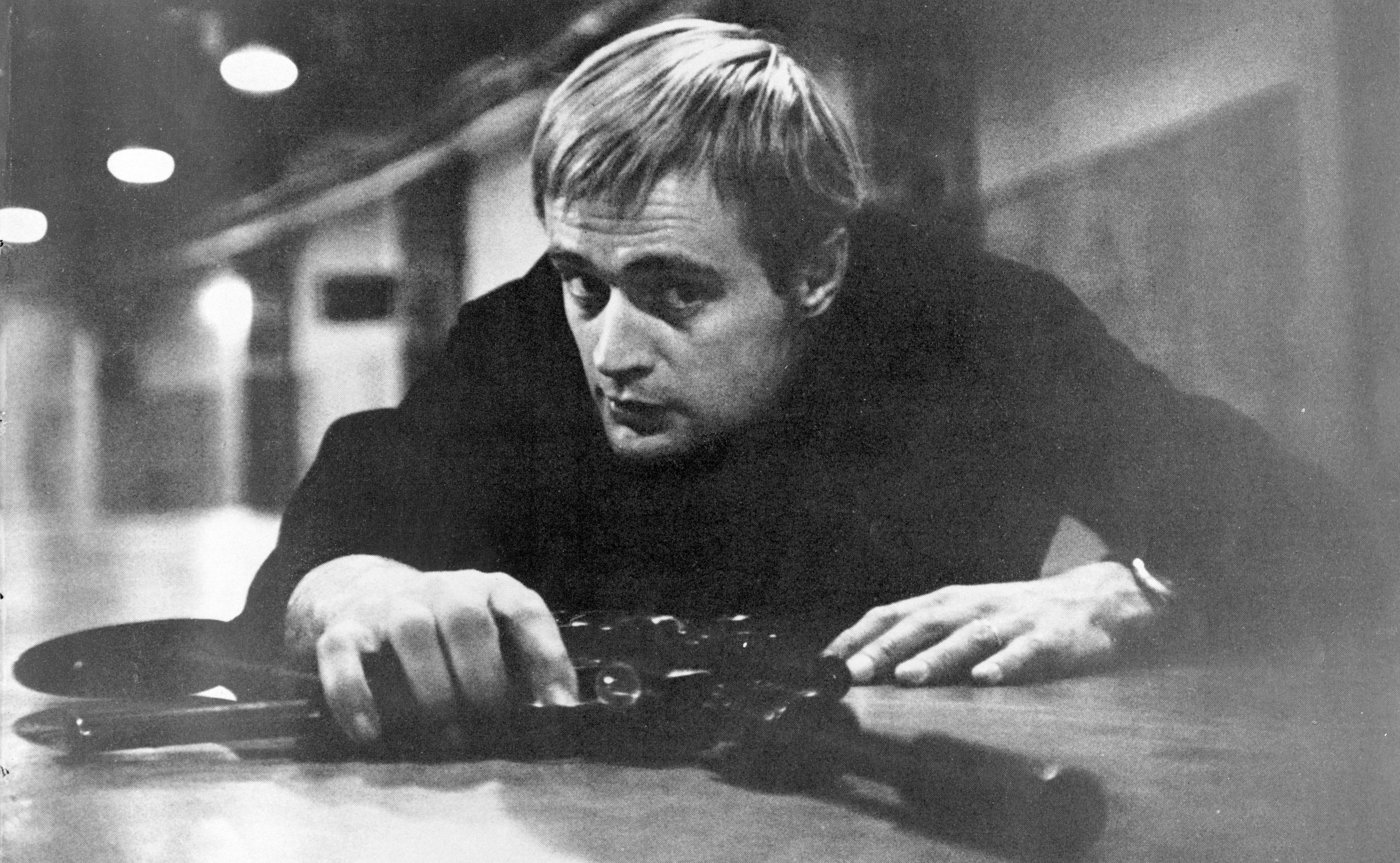
McCallum como Illya Kuryakin

The Man from U.N.C.L.E., concebido como um veículo para Robert Vaughn, fez de McCallum um símbolo sexual, seu corte de cabelo loiro estilo Beatle proporcionando um contraste moderno com a aparência limpa de Vaughn. O papel de McCallum como o misterioso agente russo Illya Kuryakin foi originalmente concebido como periférico. Na verdade, McCallum lembrou em uma entrevista de 1998 que “nunca tinha ouvido falar da palavra ‘companheiro’ antes”, quando apresentado pela descrição de seu personagem pela primeira vez. McCallum, no entanto, aproveitou a oportunidade para construir um personagem complexo cujo apelo residia em grande parte no que havia de obscuro e enigmático nele. A popularidade de Kuryakin com o público, bem como a química de Vaughn e McCallum na tela, foram rapidamente reconhecidas pelos produtores, e McCallum foi elevado ao status de co-estrela.
Embora o programa tenha sido exibido no auge da Guerra Fria, o alter ego russo de McCallum se tornou um fenômeno da cultura pop. O ator foi inundado com cartas de fãs, e um frenesi semelhante ao dos Beatles o seguia aonde quer que fosse. Enquanto interpretava Kuryakin, McCallum recebeu mais cartas de fãs do que qualquer outro ator na história da Metro-Goldwyn-Mayer, incluindo estrelas populares da MGM como Clark Gable, Robert Taylor e Elvis Presley. A adoração do herói até levou a um disco, "Love Ya, Illya", interpretado por Alma Cogan sob o nome de Angela and the Fans, que foi um sucesso de rádio-pirata na Grã-Bretanha em 1966. Um grupo de rock-rap da Argentina dos anos 1990 se autodenominou Illya Kuryaki e os Valderramas em homenagem ao personagem do The Man from U.N.C.L.E..
McCallum recebeu duas indicações ao Emmy durante os quatro anos de exibição do programa (1964–1968) por interpretar o agente secreto intelectual e introvertido. Descrevendo sua popularidade durante a exibição do programa, McCallum disse: "Há uma praticidade nisso. Você tem que lidar com isso não indo a determinados lugares. Uma vez fui resgatado do Central Park pela polícia montada. Quando fui à loja de departamentos Macy's, os fãs causaram danos no valor de US$ 25 mil e tiveram que fechar a Herald Square para me tirar de lá. Isso é bastante clássico, mas você apenas precisa lidar com isso. E então o próximo apareceu e você foi dispensado durante a noite, o que é um alívio."
McCallum e Vaughn reprisaram seus papéis de Kuryakin e Solo no filme para televisão de 1983, Return of the Man from U.N.C.L.E.. Em 1986, McCallum se reuniu com Vaughn novamente em um episódio de The A-Team intitulado "The Say U.N.C.L.E. Affair", completo com "títulos de capítulos", a palavra "caso" no título, a frase "Open Channel D" e similares transições de cena.
Numa entrevista para um especial televisivo retrospectivo, McCallum contou uma visita à Casa Branca durante a qual, enquanto era escoltado para se encontrar com o presidente dos Estados Unidos, um agente do Serviço Secreto disse-lhe: "Você é a razão pela qual consegui este emprego".

### Depois deThe Man from U.N.C.L.E.

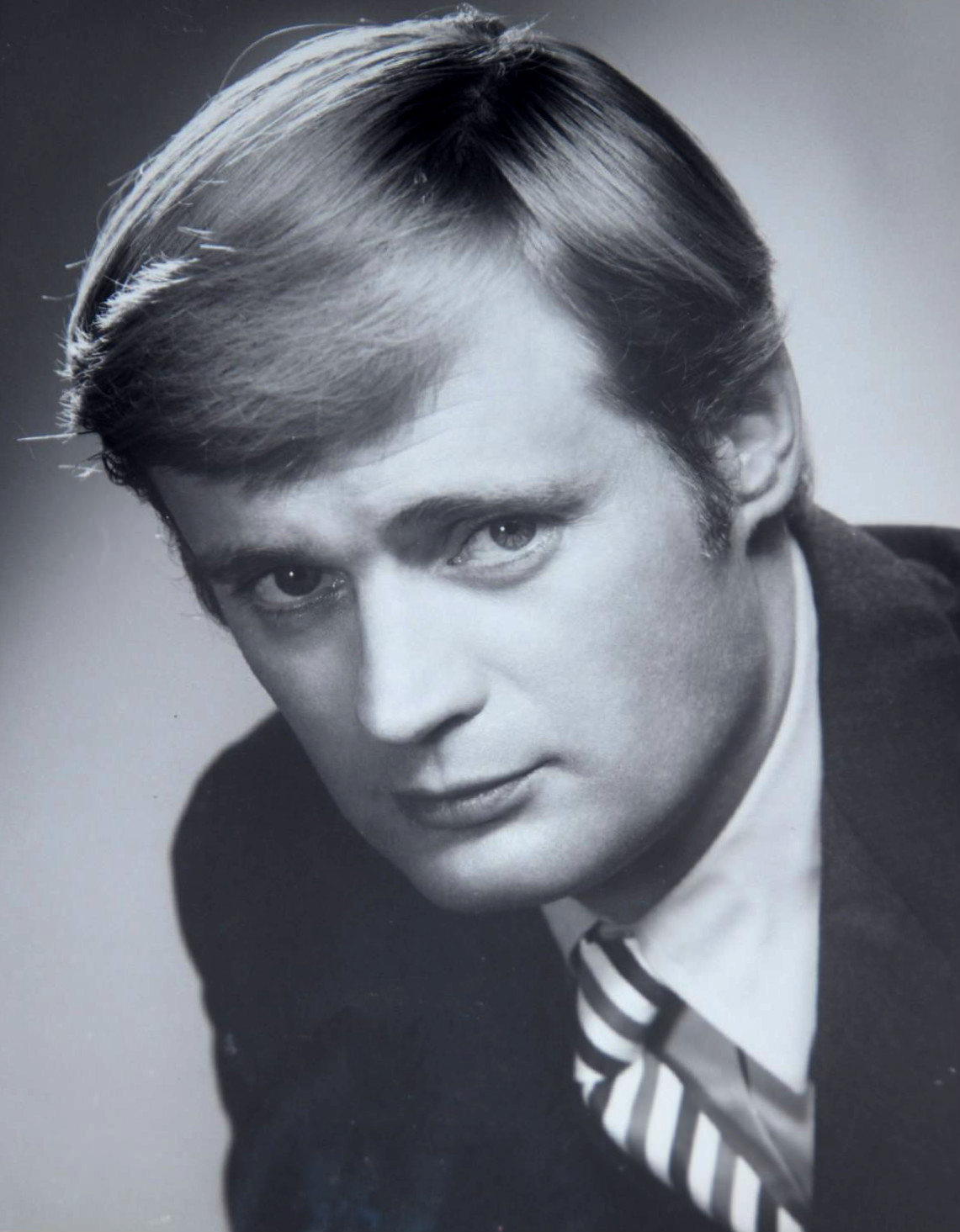
McCallum em 1969

McCallum nunca repetiu o sucesso popular que obteve como Kuryakin até NCIS, embora tenha se tornado um rosto familiar na televisão britânica em programas como Colditz (1972–1974), Kidnapped (1978) e a série de ficção científica da ITV Sapphire & Steel (1979–1982) ao lado de Joanna Lumley. Em 1975, ele interpretou o personagem-título de uma série de filmes norte-americanos de curta duração de The Invisible Man.
McCallum apareceu no palco na Austrália em Run for Your Wife (1987–1988), e a produção percorreu o país. Outros membros do elenco foram Jack Smethurst, Eric Sykes e Katy Manning.
McCallum desempenhou papéis coadjuvantes em vários filmes e desempenhou o papel-título no thriller de 1968, Sol Madrid.
McCallum estrelou com Diana Rigg na minissérie de TV de 1989, Mother Love. Entre 1991 e 1992, McCallum interpretou o jogador John Gray, um dos personagens principais da série de televisão Trainer. Ele apareceu como professor de literatura inglesa em um episódio de 1989 de Murder, She Wrote. Na década de 1990, McCallum estrelou duas séries de televisão nos Estados Unidos. Na 1ª temporada do SeaQuest DSV, ele apareceu como o policial Frank Cobb do fictício Broken Ridge da Confederação Australiana, um campo de mineração subaquático na costa da Austrália perto da Grande Barreira de Coral; ele também teve um papel especial em um episódio de Babylon 5 como Dr. Vance Hendricks no episódio "Infection" da 1ª temporada.
Em 1994, McCallum narrou os aclamados documentários Titanic: The Complete Story para A&E Networks. Este foi o segundo projeto sobre o Titanic em que trabalhou: o primeiro foi o filme A Night to Remember, de 1958, no qual teve um pequeno papel. No mesmo ano, McCallum apresentou e narrou o especial de TV Ancient Prophecies. Este especial, seguido logo depois por outros três, falava de pessoas e lugares historicamente associados à previsão do fim do mundo e do início de novas eras para a humanidade.

### NCIS

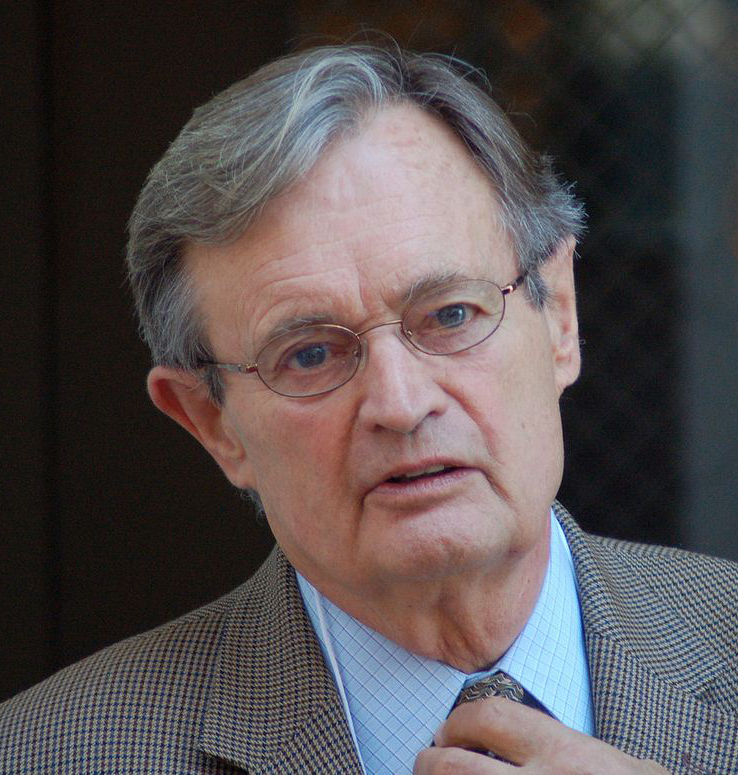
McCallum em outubro 2012

Começando em 2003 começando com o piloto original da série JAG, McCallum estrelou a série de televisão da CBS NCIS como Dr. Donald "Ducky" Mallard, o médico legista-chefe da equipe e um dos personagens mais populares da série. No episódio 13 da 2ª temporada "The Meat Puzzle", a agente especial do NCIS Caitlin Todd (Sasha Alexander) pergunta ao agente especial Leroy Jethro Gibbs (Mark Harmon): "Como era Ducky quando era mais jovem?" e Gibbs responde, "Illya Kuryakin".
De acordo com os bastidores do DVD de 2006 da 1ª temporada do NCIS, McCallum se tornou um especialista em ciência forense para interpretar Mallard, incluindo participar de convenções de médicos legistas. No longa, Donald Bellisario conta que o conhecimento de McCallum se tornou tão vasto que na época da entrevista ele pensava em torná-lo consultor técnico do programa.
McCallum apareceu na 21ª Palestra Anual James Earl Ash, realizada em 19 de maio de 2005 no Instituto de Patologia das Forças Armadas dos Estados Unidos, uma noite para homenagear os militares americanos. Sua palestra, "Reel to Real Forensics", com o Comandante Craig T. Mallak, o médico legista das Forças Armadas apresentou uma apresentação comparando o trabalho da vida real da equipe do médico legista das Forças Armadas com o dos investigadores navais fictícios que aparecem no NCIS.
No final de abril de 2012, foi anunciado que McCallum havia chegado a um acordo sobre uma extensão de contrato de dois anos com a CBS. A mudança significou que ele permaneceria regular no NCIS após seu octogésimo aniversário. Em maio de 2014 ele assinou outro contrato de dois anos. Ele assinou uma extensão em 2016, iniciando uma participação limitada em 2017 e a partir de então renovou seu contrato para cada temporada separadamente.
Com a saída do líder da série, Mark Harmon, do show no outono de 2021 (temporada 19), McCallum se tornou o último membro remanescente do elenco original do NCIS até sua morte em 2023.
O episódio da 21ª temporada, "The Stories We Leave Behind" é uma homenagem póstuma a McCallum e ao Dr.Mallard. Começa com Ducky morrendo em sua casa na manhã anterior à missão de ajudar uma jovem a limpar o nome de deserção de seu pai do Corpo de Fuzileiros Navais dos Estados Unidos e segue entre o resto da equipe tentando encerrar este caso final enquanto lembra os insights e a sabedoria de Ducky por meio de flashbacks de episódios anteriores do NCIS.

### Músico
Na década de 1960, McCallum gravou quatro álbuns para a Capitol Records com o produtor musical David Axelrod: Music...A Part of Me (Capitol ST 2432, 1966), Music...A Bit More of Me (Capitol ST 2498, 1966), Music...It's Happening Now! (Capitol ST 2651, 1967), e McCallum (Capitol ST 2748, 1968). A mais conhecida de suas peças hoje é "The Edge", que foi amostrado pelo Dr. Dre como introdução e riff da faixa "The Next Episode". A versão de "The Edge" de McCallum aparece nas trilhas sonoras do videogame Grand Theft Auto IV de 2008 e do filme Baby Driver de 2017.
McCallum não cantou nesses discos, como muitas estrelas da televisão da década de 1960 fizeram quando lhe ofereceram contratos de gravação. Como músico de formação clássica ele concebeu uma mistura de oboé, corne inglês e cordas com violão e bateria, e apresentou interpretações instrumentais de sucessos da época. O arranjador oficial dos álbuns foi H. B. Barnum. No entanto, McCallum regeu e contribuiu com várias composições originais de sua autoria ao longo de quatro LPs. As duas primeiras, Music...A Part of Me e Music...A Bit More of Me, foram lançados juntos em CD pelo selo Zonophone. No Open Channel D, McCallum cantou nas primeiras quatro faixas, "Communication", "House on Breckenridge Lane", "In the Garden, Under the Tree" (a música tema do filme Three Bites of the Apple), e "My Carousel". As faixas musicais são as mesmas do CD Zonophone. Este CD foi lançado pelo selo Rev-Ola. O lançamento do single "Communication" alcançou a posição No. 32 no UK Singles Chart em abril de 1966.
Em The Man from U.N.C.L.E., no episódio "The Discotheque Affair", McCallum toca contrabaixo como parte de uma banda em uma boate. Ele também tocou violão e cantou sua própria composição, "Trouble", com Nancy Sinatra em "The Take Me to Your Leader Affair" e tocou vários instrumentos em "The Off-Broadway Affair".
Na década de 1970, McCallum também gravou três contos de H. P. Lovecraft para a Caedmon Records, uma marca do empreendimento editorial Arkham House de August Derleth: "The Rats in the Walls" (TC 1347, 1973); "The Dunwich Horror" (ligeiramente em ponte; TC 1467, 1976); e "The Haunter of the Dark" (TC 1617, 1979).

### Escritor
Em 2016, McCallum publicou um romance policial intitulado Once a Crooked Man. A narrativa se passa em Nova York e Londres e gira em torno de um jovem ator que tenta frustrar um assassinato. McCallum afirmou na época que um segundo romance estava em andamento.

## Vida pessoal

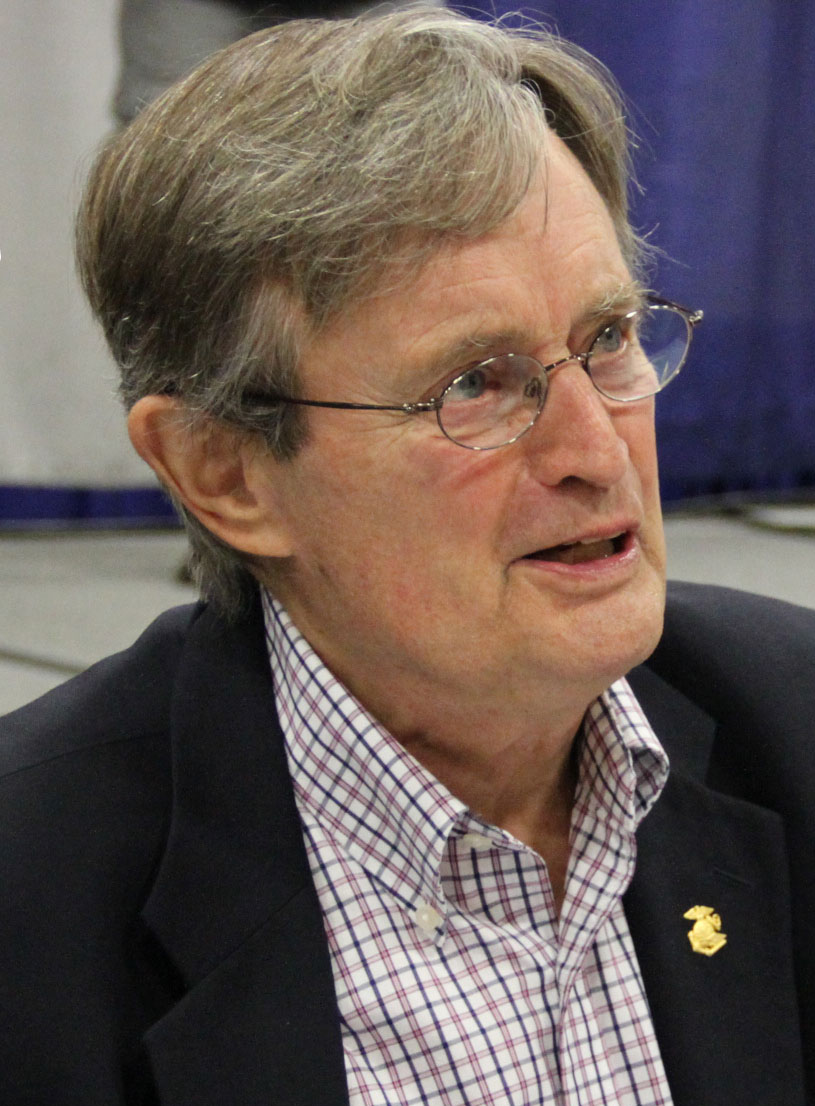
McCallum em 2015

Em 11 de maio de 1957, McCallum casou-se com a atriz Jill Ireland em Londres. Eles se conheceram durante a produção do filme Hell Drivers. O casamento terminou legalmente em fevereiro de 1967, após uma separação de aproximadamente dois anos. McCallum e Ireland tiveram três filhos: Paul, Jason e Valentine (Val). Jason, que foi adotado, morreu de overdose acidental de drogas em 1989. Val McCallum é guitarrista, tocando intermitentemente com Jackson Browne desde 2002, Lucinda Williams de 2011 a 2016 e muitos outros. McCallum também foi membro da banda country de quadrinhos Jackshit.
Em 16 de setembro de 1967, McCallum casou-se com a modelo que virou designer de interiores Katherine Carpenter em Valley Stream, Nova York. O casal se conheceu em um ensaio fotográfico para a revista Glamour em 1965 e ficaram juntos por 58 anos. Eles tiveram um filho, Peter, e uma filha, Sophie. McCallum e sua esposa atuavam em organizações de caridade que apoiavam o Corpo de Fuzileiros Navais dos Estados Unidos: o pai de Katherine era um fuzileiro naval que serviu na Batalha de Iwo Jima e seu irmão foi morto na Guerra do Vietnã. Em 27 de agosto de 1999, McCallum foi naturalizado cidadão dos Estados Unidos. McCallum teve seis netos. Ele era amigo de Tibor Rubin.
McCallum morreu no Hospital Presbiteriano de Nova York, na cidade de Nova York, em 25 de setembro de 2023, seis dias após seu 90º aniversário.

## Filmografia

### Cinema
| Ano  | Título                              | Título em Português                 | Papel                                             | Notas |
| ---- | ----------------------------------- | ----------------------------------- | ------------------------------------------------- | --- |
| 1957 | Ill Met by Moonlight                | Perigo nas Sombras                  | Sailor                                            | Também conhecido como Night Ambush |
| 1957 | These Dangerous Years               | Almas em Agonia                     |                                                   | Também conhecido como Dangerous Youth |
| 1957 | Robbery Under Arms                  | Terras Bravias                      | Jim Marston                                       | Filme policial britânico |
| 1957 | Hell Drivers                        | Na Rota do Inferno                  | Jimmy Yately                                      | Dirigido por Cy Endfield |
| 1957 | The Secret Place                    |                                     | Mike Wilson                                       | Estreia na direção de Clive Donner |
| 1958 | A Night to Remember                 | Somente Deus por Testemunha         | Harold Bride                                      | Drama britânico sobre o naufrágio do RMS Titanic |
| 1958 | Violent Playground                  | Seduzidos pela Maldade              | Johnnie Murphy                                    | Dirigido por Basil Dearden |
| 1961 | The Long and the Short and the Tall | Sete Contra a Selva                 | Soldado Samuel "Sammy" Whitaker                   | Lançado como Jungle Fighters nos Estados Unidos e Canadá                                                                                             |
| 1961 | Jungle Street                       |                                     | Terry Collins                                     | Mais tarde renomeado Jungle Street Girls |
| 1962 | Freud: The Secret Passion           | Freud, Além da Alma                 | Carl von Schlossen                                | Também conhecido como Freud |
| 1962 | Billy Budd                          |                                     | Steven Wyatt                                      | Filme CinemaScope produzido, dirigido e co-escrito por Peter Ustinov                                                                                 |
| 1963 | The Great Escape                    | Fugindo do Inferno                  | Tenente Comandante. Eric Ashley-Pitt, "Dispersal" | Baseado na fuga de prisioneiros de guerra britânicos e da Commonwealth de um campo de prisioneiros de guerra alemão durante a Segunda Guerra Mundial |
| 1964 | To Trap a Spy                       | Para Agarrar um Espião              | Illya Kuryakin                                    | Filme do The Man from U.N.C.L.E. |
| 1965 | The Spy with My Face                | O Espião que Tem a Minha Cara       | Illya Kuryakin                                    | Filme do The Man from U.N.C.L.E. |
| 1965 | The Greatest Story Ever Told        | A Maior História de Todos os Tempos | Judas Iscariotes                                  | Recontando a história de Jesus, desde a Natividade até a Ressurreição                                                                                |
| 1966 | One Spy Too Many                    | Um Espião Chamado Solo              | Illya Kuryakin                                    | Filme do The Man from U.N.C.L.E. |
| 1966 | The Spy in the Green Hat            | O Espião do Chapéu Verde            | Illya Kuryakin                                    | Filme do The Man from U.N.C.L.E. |
| 1966 | Around the World Under the Sea      | A Volta ao Mundo Sob o Mar          | Dr. Philip Volker                                 | |
| 1966 | One of Our Spies Is Missing         | Desapareceu um Espião               | Illya Kuryakin                                    | Filme do The Man from U.N.C.L.E. |
| 1967 | The Karate Killers                  | A Quadrilha do Karatê               | Illya Kuryakin                                    | Filme do The Man from U.N.C.L.E. |
| 1967 | Three Bites of the Apple            | Três Dentadas na Maçã               | Stanley Thrumm                                    | |
| 1968 | Sol Madrid                          | Os Corruptores                      | Sol Madrid                                        | Lançado no Reino Unido como The Heroin Gang |
| 1968 | The Helicopter Spies                | Espiões do Helicóptero              | Illya Kuryakin                                    | Filme do The Man from U.N.C.L.E. |
| 1968 | How to Steal the World              | Como Roubar o Mundo                 | Illya Kuryakin                                    | Filme do The Man from U.N.C.L.E. |
| 1969 | Mosquito Squadron                   | Esquadrão Mosquito                  | Líder de esquadrão Quint Monroe, RCAF             | Filme de guerra Britânico |
| 1969 | The Ravine                          |                                     | Sargento Stephen Holmann                          | Filme Ítalo-iugoslavo-americano |
| 1969 | Rascal                              |                                     | Sorveteiro                                        | Adaptação para filme de comédia dramática feita pela Walt Disney Productions; Baseado no livro Rascal de Sterling North                              |
| 1972 | She Waits                           | A Espera                            | Mark Wilson                                       | Filme de terror |
| 1972 | Night of the Lepus                  | A Noite dos Coelhos                 | Policial                                          | |
| 1975 | The Kingfisher Caper                |                                     | Benedict Van Der Byl                              | Lançado como Diamond Hunters na África do Sul e como Diamond Lust em vídeo                                                                           |
| 1976 | Dogs                                | Cães Assassinos                     | Harlan Thompson                                   | |
| 1977 | King Solomon's Treasure             | O Tesouro do Rei Salomão            | Sir Henry Curtis                                  | Filme anglo-canadense de baixo orçamento baseado no romance As Minas do Rei Salomão                                                                  |
| 1980 | The Watcher in the Woods            | Mistério no Bosque                  | Paul Curtis                                       | Filme de suspense de fantasia familiar americano; Baseado no romance de 1976 de Florence Engel Randall                                               |
| 1985 | Terminal Choice                     |                                     | Dr. Giles Dodson                                  | |
| 1986 | The Wind                            | O Sopro do Demônio                  | John                                              | Lançado em 1987 nos Estados Unidos |
| 1990 | The Haunting of Morella             | Morella: O Espírito Satânico        | Gideon                                            | Ambientado na América colonial |
| 1991 | Hear My Song                        | Escute Minha Canção                 | Jim Abbott                                        | |
| 1993 | Fatal Inheritance                   |                                     | Brandon Murphy                                    | |
| 1993 | Dirty Weekend                       | Beleza Fatal                        | Reggie                                            | Baseado no romance homônimo de Helen Zahavi |
| 1994 | Healer                              |                                     | The Jackal                                        | |
| 1999 | Cherry                              |                                     | Mamma                                             | |
| 2008 | Batman: Gotham Knight               | Batman - O Cavaleiro de Gotham      | Alfred Pennyworth                                 | Voz, direto para vídeo |
| 2009 | Wonder Woman                        | Mulher-Maravilha                    | Zeus                                              | Voz, direto para vídeo |
| 2014 | Son of Batman                       | O Filho do Batman                   | Alfred Pennyworth                                 | Voz, direto para vídeo |
| 2015 | Batman vs. Robin                    |                                     | Alfred Pennyworth                                 | Voz, direto para vídeo |

### Televisão
| Ano        | Título                               | Título em Português                | Papel                             | Notas                                                 |
| ---------- | ------------------------------------ | ---------------------------------- | --------------------------------- | ----------------------------------------------------- |
| 1959       | Anouilh's Antigone                   |                                    | Haemon                            |                                                       |
| 1961       | Sir Francis Drake                    |                                    | Lord Oakshott                     | Episódio: "The English Dragon"                        |
| 1963       | The Outer Limits                     | A Quinta Dimensão                  | Gwyllm Griffiths                  | Episódio: The Sixth Finger                            |
| 1964       | The Travels of Jaimie McPheeters     | As Viagens de Jaimie McPheeters    | Profeta                           | Episódio: "The Day Of The Search"                     |
| 1964       | Perry Mason                          |                                    | Phillipe Bertain                  | Episódio: "The Case of the Fifty-Millionth Frenchman" |
| 1964       | The Great Adventure                  |                                    | Captain Hanning                   | 2 episódios                                           |
| 1964       | The Outer Limits                     |                                    | Tone Hobart                       | Episódio: "The Forms of Things Unknown"               |
| 1964       | Profiles in Courage                  |                                    | John Adams                        | Episódio: "John Adams"                                |
| 1964–1968  | The Man from U.N.C.L.E.              | O Agente da U.N.C.L.E.             | Illya Kuryakin                    | Elenco principal                                      |
| 1965       | Hullabaloo                           |                                    | Hóspede                           | Episódio: "Show 21"                                   |
| 1966       | Please Don't Eat the Daisies         |                                    | Illya Kuryakin                    | Episódio: "Say U.N.C.L.E."                            |
| 1969       | Hallmark Hall of Fame                |                                    | Hamilton Cade Kenneth Canfield    | 2 episódios                                           |
| 1970       | Hauser's Memory                      |                                    | Hillel Mondoro                    | Telefilme de ficção científica                        |
| 1971       | Night Gallery                        |                                    | Dr. Joel Winter                   | Episódio: "The Phantom Farmhouse"                     |
| 1971       | The Man and the City                 |                                    | Convidado                         | Episódio: "Pipe Me A Loving Tune"                     |
| 1972–1974  | Colditz                              |                                    | Simon Carter                      | Elenco principal                                      |
| 1973       | Frankenstein: The True Story         |                                    | Dr. Henry Clerval                 | Telefilme                                             |
| 1973       | The Six Million Dollar Man           | O Homem de Seis Milhões de Dólares | Alexi Kaslov                      | Episódio: "Wine, Women and War"                       |
| 1975–1976  | The Invisible Man                    |                                    | Daniel Westin                     | Elenco principal                                      |
| 1978       | Kidnapped                            |                                    | Alan Breck Stewart                | Minissérie                                            |
| 1979–1982  | Sapphire & Steel                     |                                    | Steel                             | Elenco principal                                      |
| 1982       | Strike Force                         |                                    | Roderick Howard Hadley III        | Episódio: "Ice"                                       |
| 1982       | Hart to Hart                         | Casal 20                           | Geoffrey Atterton                 | Episódio: "Hunted Harts"                              |
| 1983       | As the World Turns                   |                                    | Maurice Vermeil                   |                                                       |
| 1983       | Return of the Man from U.N.C.L.E.    | A Volta do Agente da U.N.C.L.E.    | Illya Kuryakin                    | Telefilme                                             |
| 1984       | The Master                           |                                    | Castile                           | Episódio: "Hostages"                                  |
| 1986       | Hammer House of Mystery and Suspense | Cine Suspense                      | Frank Lane                        | Episódio: "The Corvini Inheritance"                   |
| 1986       | The A-Team                           | Esquadrão Classe A                 | Ivan                              | Episódio: "The Say U.N.C.L.E. Affair"                 |
| 1987       | Matlock                              |                                    | Phil Dudley                       | Episódio: "The Billionaire"                           |
| 1988       | Alfred Hitchcock Presents            | Alfred Hitchcock Apresenta         | Tenente Cavanaugh                 | Episódio: "Murder Party"                              |
| 1988       | Monsters                             |                                    | O homem febril                    | Episódio: "The Feverman"                              |
| 1988       | The Man Who Lived at the Ritz        |                                    | Charlie Ritz                      | Telefilme                                             |
| 1989       | Murder, She Wrote                    | Assassinato por Escrito            | Cyril Grantham                    | Episódio: "From Russia...With Blood"                  |
| 1989       | Mother's Love                        |                                    | Sir Alexander "Alex" Vesey        | Elenco principal                                      |
| 1989       | McCloud                              |                                    | Inspetor Craig                    | Telefilme intitulado The Return of Sam McCloud        |
| 1990       | Murder, She Wrote                    | Assassinato por Escrito            | Drew Garrison                     | Episódio: "Deadly Misunderstanding"                   |
| 1990       | Boon                                 |                                    | Simon Bradleigh                   | Episódio: "The Belles of St. Godwalds"                |
| 1990       | Lucky Chances                        |                                    | Bernard Dimes                     | Minissérie                                            |
| 1990       | Father Dowling Mysteries             |                                    | Sir Robert                        | Episódio: "The Royal Mystery"                         |
| 1991–1992  | Trainer                              |                                    | John Grey                         | Elenco principal                                      |
| 1991       | Cluedo                               |                                    | Professor Plum                    | Programa de jogos                                     |
| 1993       | SeaQuest DSV                         |                                    | Frank Cobb                        | Episódio: "seaWest"                                   |
| 1994       | Babylon 5                            |                                    | Dr. Vance Hendricks               | Episódio: "Infection"                                 |
| 1994       | Titanic: The Complete Story          |                                    |                                   | Narrador                                              |
| 1994       | Heartbeat                            |                                    | Cooper                            | Episódio: "Arms and the Man"                          |
| 1994–1995  | Scavengers                           |                                    | Narrador                          |                                                       |
| 1995       | VR.5                                 |                                    | Dr. Joseph Bloom                  | Elenco principal                                      |
| 1996       | Mr. & Mrs. Smith                     |                                    | Ian Felton                        | Episódio: "The Impossible Mission"                    |
| 1997       | Law & Order                          | Lei & Ordem                        | Craig Holland                     | Episódio: "Past Imperfect"                            |
| 1997       | The Outer Limits                     |                                    | Joshua Hayward                    | Episódio: "Feasibility Study"                         |
| 1997–1998  | Team Knight Rider                    |                                    | Mobius                            | Elenco principal                                      |
| 1998       | Coming Home                          |                                    | Billy Fawcett                     | Série de televisão                                    |
| 1998       | March in Windy City                  |                                    | Daniel Paterson Dimitri Petrovsky | Telefilme                                             |
| 1999       | Sex and the City                     |                                    | Duncan                            | Episódio: "Shortcomings"                              |
| 2000       | Deadline                             |                                    | Harry Hobbs                       | Episódio: "Lovers and Madmen"                         |
| 2001–2002  | The Education of Max Bickford        | A Educação de Max Bickford         | Walter Thornhill                  | Elenco principal                                      |
| 2002–2003  | Taboo                                |                                    | Narrador                          | 4 episódios                                           |
| 2003       | JAG                                  |                                    | Dr. Donald "Ducky" Mallard        | Episódio: "Ice Queen (1)", "Meltdown (2)"             |
| 2003–2024  | NCIS                                 |                                    | Dr. Donald "Ducky" Mallard        | Elenco principal                                      |
| 2006–2009  | The Replacements                     | Os Substitutos                     | C.A.R.                            | Voz, elenco principal                                 |
| 2008–2010  | Ben 10: Alien Force                  | Ben 10: Força Alienígena           | Professor Paradox                 | Voz, 4 episódios                                      |
| 2009       | Batman: The Brave and the Bold       | Batman: Bravos e Destemidos        | Merlin                            | Voz, episódio: "Day of the Dark Knight!"              |
| 2010–2012  | Ben 10: Ultimate Alien               | Ben 10: Supremacia Alienígena      | Professor Paradox                 | Voz, 3 episódios                                      |
| 2013–2014  | Ben 10: Omniverse                    |                                    | Professor Paradox                 | Voz, 6 episódios                                      |
| 2014, 2016 | NCIS: New Orleans                    |                                    | Dr. Donald "Ducky" Mallard        | 2 episódios                                           |
| 2019       | D-Day at Pointe-du-Hoc               |                                    | Narrador                          | Documentário da PBS                                   |

### Vídeo Games
| Ano  | Título                             | Título em Português | Papel                               | Notas                                                           |
| ---- | ---------------------------------- | ------------------- | ----------------------------------- | --------------------------------------------------------------- |
| 1996 | Privateer 2: The Darkening         |                     | Capitão Canera                      | Aparece no vídeo cinematográfico de abertura em movimento total |
| 2009 | Ben 10 Alien Force: Vilgax Attacks |                     | Professor Paradox                   |                                                                 |
| 2009 | FusionFall                         |                     | Professor Paradox                   |                                                                 |
| 2011 | NCIS                               |                     | Dr. Donald "Ducky" Mallard Narrador |                                                                 |
| 2014 | Diablo III: Reaper of Souls        |                     | Grande Meistre Rei Rakkis           |                                                                 |